# Ethan Laird
Ethan Benjamin Laird (Basingstoke, 5 agosto 2001) è un calciatore inglese, difensore del Birmingham City.

## Carriera

### Club
Cresciuto nel settore giovanile dallo Manchester United, l'8 agosto 2018 firma il suo primo contratto professionistico con i Red Devils. Il 28 novembre 2019 ha esordito in prima squadra, in occasione dell'incontro della fase a gironi di Europa League perso per 2-1 contro l'Astana. Non riuscendo a trovare spazio in squadra, l'8 gennaio 2021 passa in prestito al MK Dons, militante in League One, fino al termine della stagione. Il 16 agosto successivo viene ceduto con la stessa formula allo Swansea City in Championship. Tuttavia, il 6 gennaio 2022 il prestito viene interrotto; nello stesso giorno viene ufficializzato il suo trasferimento a titolo temporaneo al Bournemouth, sempre in Championship, fino al termine della stagione. Il 15 agosto successivo viene ceduto in prestito al QPR, sempre nella seconda serie inglese. Il 31 maggio 2023, il suo prestito scadrà tornando così al Manchester United.

### Nazionale
Ha giocato nelle nazionali giovanili inglesi Under-17, Under-18 ed Under-19.

## Statistiche

### Presenze e reti nei club
Statistiche aggiornate al 12 febbraio 2023.
| Stagione        | Squadra           | Campionato      | Campionato | Campionato | Coppe nazionali | Coppe nazionali | Coppe nazionali | Coppe continentali | Coppe continentali | Coppe continentali | Altre coppe | Altre coppe | Altre coppe | Totale | Totale |
| Stagione        | Squadra           | Comp            | Pres       | Reti       | Comp            | Pres            | Reti            | Comp               | Pres               | Reti               | Comp        | Pres        | Reti        | Pres   | Reti   |
| --------------- | ----------------- | --------------- | ---------- | ---------- | --------------- | --------------- | --------------- | ------------------ | ------------------ | ------------------ | ----------- | ----------- | ----------- | ------ | ------ |
| 2019-2020       | Manchester United | PL              | -          | -          | FACup+CdL       | -               | -               | UEL                | 2                  | 0                  |             | -           | -           | 2      | 0      |
| gen.-mag. 2021  | MK Dons           | FL1             | 24         | 0          | FACup+CdL       | 1 + -           | 0               |                    | -                  | -                  | FLT         | 0           | 0           | 25     | 0      |
| 2021-gen. 2022  | Swansea City      | FLC             | 20         | 0          | FACup+CdL       | - + 1           | 0               |                    | -                  | -                  |             | -           | -           | 21     | 0      |
| gen.-mag. 2022  | Bournemouth       | FLC             | 6          | 0          | FACup+CdL       | 0 + -           | 0               |                    | -                  | -                  |             | -           | -           | 6      | 0      |
| 2022-2023       | QPR               | FLC             | 25         | 1          | FACup+CdL       | 1 + -           | 0               |                    | -                  | -                  |             | -           | -           | 26     | 1      |
| Totale carriera | Totale carriera   | Totale carriera | 75         | 1          |                 | 3               | 0               |                    | 2                  | 0                  |             | 0           | 0           | 80     | 1      |

## Palmarès

### Club

#### Competizioni nazionali
- Football League One: 1

Birmingham City: 2024-2025